# 封筒屋どっとこむ
封筒屋どっとこむ（ふうとうやどっとこむ）とは、大阪府大阪市平野区に本社を置く株式会社タクセルが運営する封筒専門のネットショップウェブサイトである。

## 概要
平野区の老舗紙袋メーカーである緑屋紙工株式会社（1962年操業）が本サイトを開設するにあたりネット専門の新業態会社として設立した。元々は大手メーカーの下請けとして操業していたが、下請け脱却を図るため、2004年頃から準備に取りかかり、大阪産業創造館にてオンラインショップに関する講習を受け、2007年にタクセル設立とともに封筒屋どっとこむを開設した。
封筒専門の印刷会社が運営するネットショップのため、非常に人気がある。

## 脚註
1. ↑  封筒のことなら何でも (あきない見聞録)（2013年6月11日 大阪日日新聞）
2. ↑  大阪産業創造館 社長に５（ご）質問！｜中小企業支援機関。大阪産業創造館（サンソウカン）